# Калинин, Александр Владимирович
Александр Владимирович Калинин (род. 26 мая 1968, Щёлково) — российский шахматист, мастер спорта СССР (1990), гроссмейстер (2001), заслуженный тренер России.

## Шахматная карьера
Воспитанник московского Дворца пионеров, где занимался по руководством Александра Костьева. Как игрок становился чемпионом Московского военного округа (1987) и нескольких международных турниров. В 1991 году окончил тренерский факультет ГЦОЛИФКа, после чего пять лет работал там тренером-преподавателем на кафедре шахмат. Тренировал таких шахматистов, как Валентина Гунина, Ольга Гиря, Ирина Василевич, Александр Харитонов, Анна Гванцеладзе. Автор нескольких учебников и монографий по теории шахмат, официальный комментатор фестиваля Moscow Open в течение многих лет.
В составе сборной Москвы серебряный призёр 10-го командного чемпионата СССР по переписке (1991—1994 гг.) с лучшим результатом на 8-й доске.

## Изменения рейтинга
| График не отображается по техническим причинам. Чтобы исправить это, воспроизведите график в новом формате, если это возможно. |

## Книги
- Фабиано Каруана. Шахматные уроки. Супергроссмейстер XXI века — рейтинг 2844! ISBN 978-5-94693-695-8
- Уроки юным шахматистам. 100 ступенек к мастерству. ISBN 978-5-906254-41-2
- Шахматы. Как тренироваться будущим мастерам. ISBN 978-5-94693-440-4